# Movimento no-global
( David Barash, Peace and Conflict, Sage Publications, 2002,  p. 547, ISBN 978-0-7619-2507-1.)
Il Movimento no-global o movimento anti-globalizzazione indica organizzazioni non governative, associazioni e singoli individui relativamente eterogenei dal punto di vista politico e accomunati dalla critica alla globalizzazione, soprattutto in ambito economico. Il movimento è anche spesso indicato come movimento per la giustizia globale, movimento alter-globalizzazione, movimento anti-globalista, movimento per la globalizzazione anti-corporativa o movimento contro la globalizzazione neoliberista. La prima comparsa di questo movimento avvenne in occasione degli Scontri di Seattle per la conferenza OMC del 1999. 
Di quello che è stato inizialmente chiamato "popolo di Seattle" non è mai stata data una denominazione unica, data l'enorme varietà e complessità delle organizzazioni che a Seattle si sono incontrate. In altri paesi infatti non si è data una denominazione unica a un tale insieme di elementi di natura tanto eterogenea, oppure sono state usate altre espressioni.

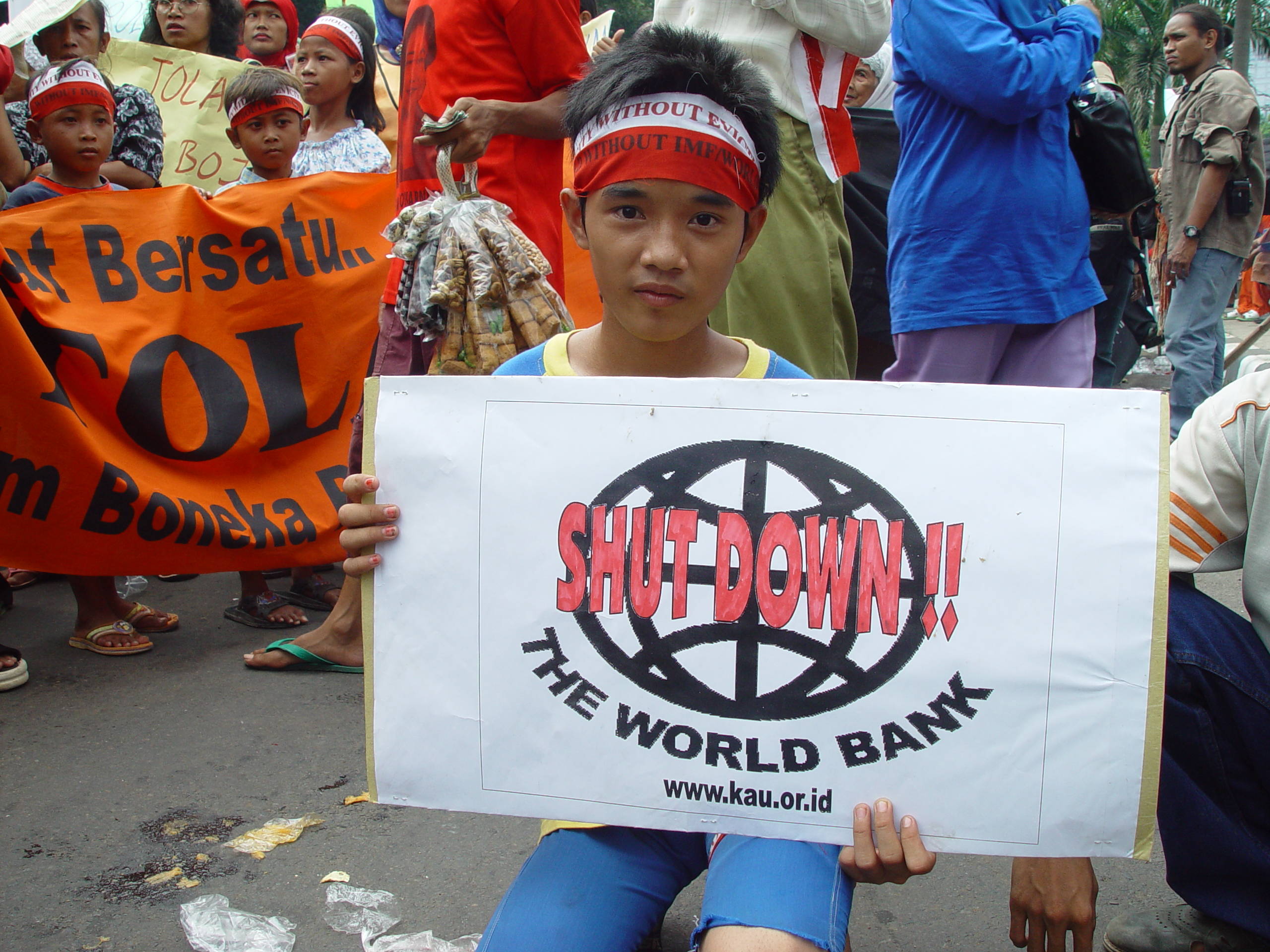
Protesta in Indonesia

La critica principale del movimento è stata volta verso le multinazionali: riducendo i paesi già arretrati in condizioni vergognose tramite pratiche quali lo sfruttamento minorile, lo sfruttamento del paesaggio, il favoreggiamento delle guerre, in particolare quelle della guerra finanziando ambe due le parti, distruggendo interi Paesi dal punto di vista economico, politico e ambientale, mettendoli in ginocchio tramite l'utilizzo da parte delle banche di sistemi bancari offshore privandoli di miliardi di dollari illegalmente nei paradisi fiscali delle maggiori banche inglesi tramite il medesimo sistema, il loro potere è così forte da condizionare le scelte dei singoli governi verso politiche non sostenibili da un punto di vista ambientale ed energetico, imperialiste, non rispettose delle peculiarità locali e dannose per le condizioni dei lavoratori.

## Origine del termine italiano e altre denominazioni
Il termine "no-global" nasce nella stampa italiana dal nome "Rete No Global Forum" per contrazione dello stesso. Detta denominazione, riuscendo a inquadrare anche se semplicisticamente "coloro che manifestarono ai G8" come un'unica entità si è poi diffusa nella stampa italiana e quindi nel linguaggio di tutti i giorni anche se non esistevano gruppi che si siano dichiarati "no-global" e che siano poi stati identificati come tali all'epoca in cui il termine in questione venne usato per la prima volta.
Nomi alternativi per il movimento vengono usati spesso. Se attualmente si usano termini come new global (che ha comunque una connotazione più ristretta e meno radicale, e propugna un'altra forma di globalizzazione) o movimento dei movimenti, in passato è stato più usato il termine popolo di Seattle (con riferimento alle contestazioni lì avvenute nel novembre del 1999 durante una Conferenza dei Ministri in ambito OMC).
In ambito accademico, alcuni autori parlano di Global Justice Movement per sottolinearne due caratteristiche peculiari: il suo essere una rete transnazionale di movimenti sociali e il suo focalizzarsi su diverse aree tematiche che possono essere ricondotte alla più generale richiesta di una giustizia globale.
In altri paesi (inizialmente in Francia) la denominazione di alter-mondialismo o altromondismo tende a essere utilizzata in sostituzione di quella di anti-globalizzazione, per indicare comunque una visione positiva e propositiva (in riferimento allo slogan Un altro mondo è possibile). Si tende in definitiva a sottolineare il fatto che il rifiuto è nei confronti del tipo di globalizzazione che si sta sviluppando e non del concetto di globalizzazione in sé. Il termine antimondialismo viene invece utilizzato soprattutto da movimenti che non si riconoscono nell'area di sinistra.

## Contestualizzazione storica

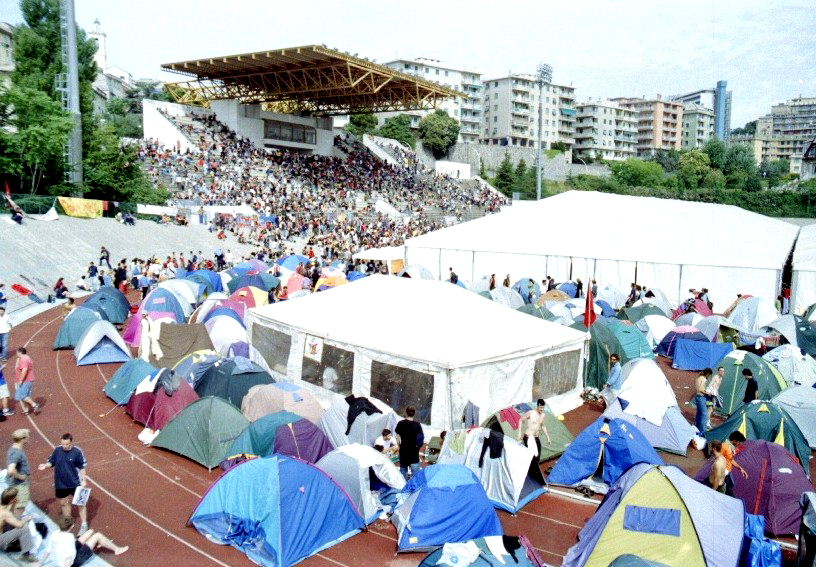
No-global a raduno allo stadio Carlini durante i giorni del G8 di Genova del 2001 (v. fatti del G8 di Genova)

Il movimento sorge alla fine degli anni novanta in parte come risposta a tensioni che si sono accumulate dalla fine della guerra fredda, con la crisi dello stato sociale, la crisi dei partiti politici di massa, la caduta delle barriere economiche tra gli stati, la delocalizzazione dei comparti produttivi delle imprese, lo sfruttamento della manodopera nel terzo mondo, il rafforzamento dei monopoli e del potere delle multinazionali, la progressiva perdita di controllo politico da parte dei cittadini sul mondo economico finanziario.
Il movimento nasce e si sviluppa quindi con numerose iniziative di protesta contro i processi di globalizzazione dell'economia e di tutto quanto a essa connesso, resi possibili dagli accordi sul commercio internazionale, sanciti nell'ambito del WTO, e dalle scelte di parlamenti e governi, questi ultimi riuniti in organismi quali il G8, nonché di alcune istituzioni internazionali come il Fondo Monetario Internazionale e la Banca Mondiale.
Il movimento conia lo slogan "un altro mondo è possibile", tradotto e usato in tutte le lingue, e si riunisce a partire dal gennaio 2001 ogni anno a Porto Alegre per il Forum Sociale Mondiale, in contrapposizione con il Forum Economico Mondiale di Davos. Organizza dei "contro-forum" in occasione di vertici internazionali e guadagna una crescente attenzione mediatica.
Nel 2002, dopo l'attentato alle torri gemelle e la successiva guerra in Afghanistan, il movimento confluisce in un più ampio movimento pacifista. Le istanze "per un altro mondo possibile" mosse dai manifestanti si mescolano con quelle di opposizione alla politica militare del governo di George W. Bush, e delineare i confini del movimento diventa ancora più difficile.

## Confini e azione politica
Il movimento no global non ha confini netti, anche se fa riferimento a gruppi e movimenti estranei al mondo politico tradizionale; esso contiene moltissime istanze della società civile, che spesso si esprimono politicamente e operano in ambiti limitati e con caratteristiche peculiari. Vuole di fatto essere un momento di rinascita della società civile, promuove la democrazia diretta e partecipativa, promuove il consumo critico e lo sviluppo sostenibile, è pacifista, ambientalista e antiproibizionista.
Coerentemente con la propria collocazione al di fuori delle tradizionali logiche partitiche, le tecniche di azione politica del movimento sono di tipo diverso dalla tradizionale raccolta di consenso finalizzata alla vittoria nel confronto elettorale con altre forze politiche democratiche e si allontanano anche nettamente dalle dottrine di ispirazione marxista-leninista che vedevano nella rivoluzione armata il momento centrale dell'azione politica, cui la lotta di classe avrebbe dovuto necessariamente convergere.
Gli strumenti di lotta politica del movimento consistono infatti principalmente nel boicottaggio, nelle manifestazioni, nella controinformazione (o mediattivismo) e di uno stile di vita energeticamente e ambientalmente sostenibile.

## I fondamenti ideologici

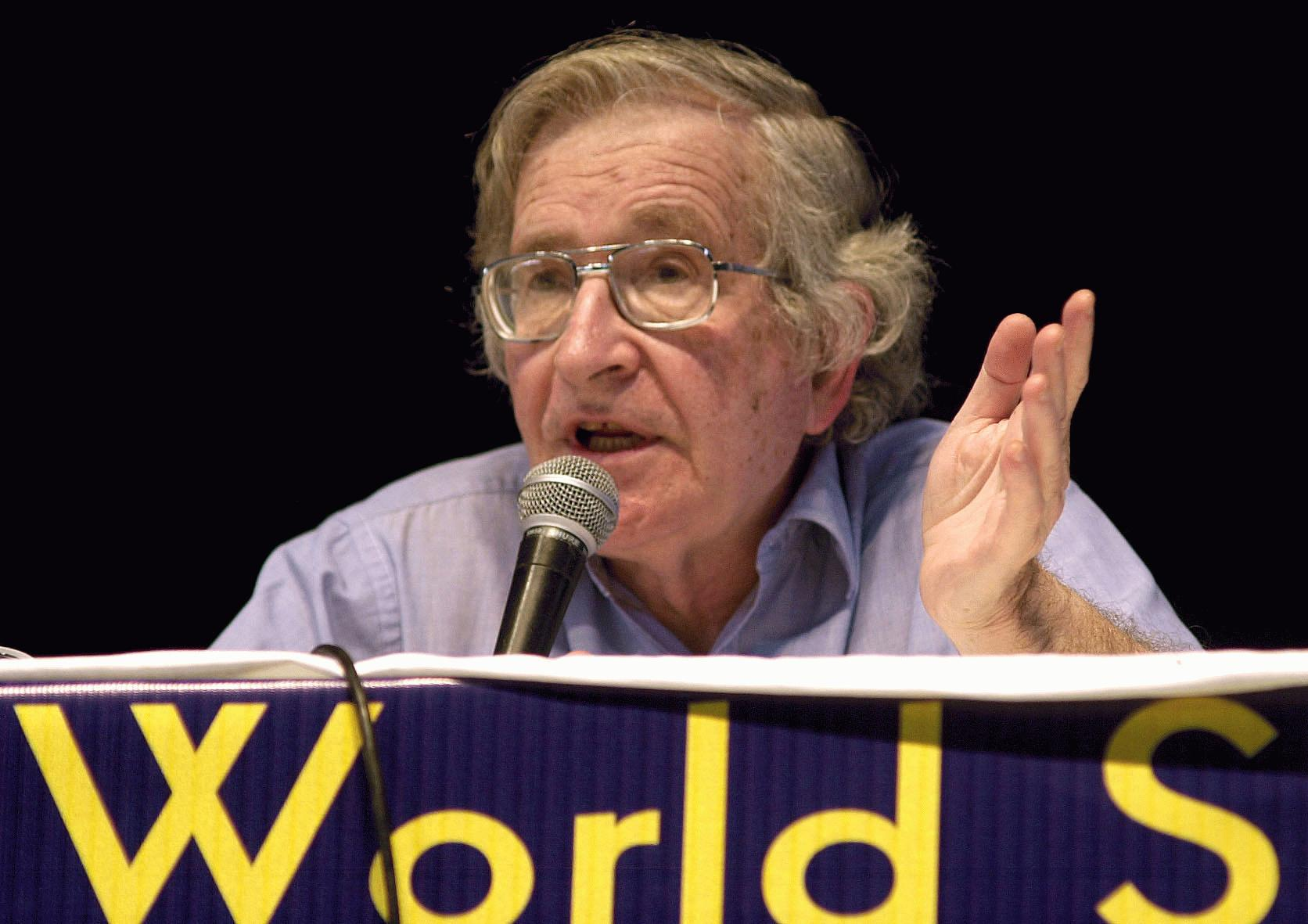
Noam Chomsky al Forum Sociale Mondiale 2003.

Il movimento anti-globalizzazione ha tratto ispirazione da lavori di scrittori e intellettuali di tutto il mondo. Ad esempio il libro No logo (2000) della giornalista canadese Naomi Klein è considerato da alcuni il manifesto del movimento, mentre un altro libro che ha segnato la prassi e il pensiero del movimento no global (in particolare delle sue componenti antagoniste come i Disobbedienti) è stato "Impero" del filosofo comunista Toni Negri.
Sono considerati autorevoli dal movimento i libri e gli interventi della intellettuale indiana Vandana Shiva, che si batte per l'autodeterminazione dei popoli indigeni e per il rispetto dell'ecologia, minacciate dagli interessi delle grandi industrie.
In Francia il giornale Le Monde diplomatique è noto per le sue posizioni anti globalizzazione e per aver favorito la nascita e la notorietà dell'associazione ATTAC.
Anche l'intellettuale e linguista americano Noam Chomsky è noto per le sue posizioni anti globalizzazione, così come il romanziere e saggista uruguaiano Eduardo Galeano la poetessa e musicista americana Erzsebet Beck e il teologo sociologo marxista François Houtart.
Anche alcuni altri studiosi ed economisti critici nei confronti del neoliberismo, sebbene non si riconoscano nel movimento, lo ispirano in parte.
Fra questi citiamo ad esempio gli economisti statunitensi James Tobin (la cui proposta di tassa sulle transazioni finanziarie, Tobin tax, ha ispirato il movimento ATTAC) e Joseph E. Stiglitz.
Per quanto riguarda le problematiche connesse al copyright il movimento in gran parte condivide la visione di Richard Stallman, principale sostenitore del software libero e del contenuto libero come pratiche di condivisione dotate di significato etico e politico.

## Critiche
Una delle critiche mosse a questa esperienza politica è quella della mancanza a volte di propositività, dovuta alla presunta impossibilità di coordinare le forze politiche eterogenee che lo costituiscono entro uno schema di progettualità politica di lungo termine. Il movimento è spesso accusato da alcuni di non possedere realismo politico e di essere ideologicamente una collezione di spinte utopiche talvolta incompatibili tra loro.
Critiche di genere diverso provengono da parte di coloro che ritengono che l'esperienza no global, in particolare quella che trova la propria espressione nel Forum Sociale Mondiale, rischi di essere pilotata e strumentalizzata dai governi socialdemocratici radicali dell'America Latina, quale quello venezuelano.
I critici più aspri equiparano invece il movimento a una organizzazione eversiva, quasi terroristica, di estrema sinistra, sebbene tra gli scontenti del nuovo ordine economico globale si annoverino anche militanti di destra e i cattolici della Rete Lilliput. Secondo questi, sono ritenuti legati alle ali più estreme e violente, accusandoli di non prendere le adeguate distanze, anche in forza di fatti di violenza seguiti a scontri con la polizia avvenuti in occasione delle maggiori manifestazioni, dalla prima grande contestazione di Seattle del 1999 ai più recenti fatti del G8 di Genova del 2001.
Riguardo quest'ultimo avvenimento, Amnesty International nel 2002 ha però pubblicato un documento in cui si chiedeva un'indagine sull'operato delle forze dell'ordine nella gestione dell'ordine pubblico durante il vertice italiano, criticandone l'eccessiva violenza e accusandole di aver negato la libertà di espressione, chiedendo anche indagini in merito alle istruzioni impartite dai vertici.
Il movimento no global viene preso in esame dalla prof. Giovanna Cosenza come modello fallimentare per la costruzione dell'identità di tutti quei metodi di protesta basati sulla negazione di qualcosa o qualcuno. 

## Il movimento in Italia

### I soggetti
Il movimento in Italia rispecchia la stessa varietà di soggetti presenti a livello mondiale ed europeo. Tra gli aderenti al Genoa Social Forum 2001 troviamo alcune sigle storiche del panorama sociopolitico italiano, tra cui
- associazioni di carattere nazionale (ARCI, ACLI)
- partiti politici di sinistra (Rifondazione Comunista, Verdi, Partito dei Comunisti Italiani)
- sindacati (Cobas, FIOM, SinCobas)
- associazioni studentesche (Unione degli Studenti, Unione degli Universitari)
- movimenti femministi (Marcia mondiale delle donne)
- movimenti di carattere religioso (Pax Christi, Teologia della liberazione)
- associazioni ambientaliste (Legambiente, WWF)
- centri sociali (CS Leoncavallo, C.S.O.A. Terra Terra, Officina 99, etc.)

e soggetti di nuova costituzione, tra cui
- la Rete Lilliput, che riunisce vari soggetti minori impegnati nella cooperazione con il sud del Mondo
- ATTAC, un'associazione (molto sviluppata in Francia e presente in tutto il mondo) che si oppone alle politiche economiche neoliberiste.
- la Chiesa Protestante Episcopale, unica confessione religiosa in Italia che abbia approvato, attraverso il suo Sinodo, una Dichiarazione di Fede[6] dichiaratamente anticapitalista ed ecologista.

Fra le personalità italiane che hanno avuto un certo risalto nei media nazionali in quel periodo troviamo Vittorio Agnoletto, portavoce del Genoa Social Forum, il missionario comboniano Alex Zanotelli, e i portavoce di alcuni centri sociali, come Luca Casarini, presente particolarmente nel Nord-Est d'Italia e Francesco Caruso, presente in quel periodo soprattutto nel Sud d'Italia. Quest'ultimo è stato eletto deputato (PRC) alle elezioni politiche del 2006.
C'è da dire inoltre che in occasione degli ultimi controvertici sui vari G8 del 2009 in Italia hanno aderito alle iniziative anche movimenti, partiti o gruppi riconducibili all'area politica indipendentista (Sardigna Natzione, a Manca pro s'Indipendentzia e altri gruppi minori riuniti nella "Mesa Sarda - A Foras su G8", oppure Movimento per l'Indipendenza della Sicilia e Giovani Indipendentisti Siciliani nel "Contro G8 Sicilia" e nel forum "NoG8 Sicilia"). Questo denota il carattere pluralista ed eterogeneo del movimento ma anche la sua capacità di attrarre forze e organizzazioni che difendono le diversità linguistiche ed etniche in un quadro di scambio culturale alla pari.

### Le manifestazioni
Le Manifestazioni e i "controvertici" prendono piede in Italia successivamente alle famose contestazioni di Seattle del 1999. La notizia che queste contestazioni abbiano influito nel fallimento del vertice del WTO spinge un numero sempre crescente di manifestanti a partecipare a vari "contro-forum" presenti in alcune città europee: a Praga nel settembre 2000 per il vertice della Banca Mondiale, quindi a Napoli nel marzo 2001 per il Global Forum sull’e-government.
L'evento che registra una notevole impennata nel numero di manifestanti è il controvertice del G8 che si tiene a Genova nel luglio 2001. Il secondo e il terzo giorno di manifestazioni sono teatro di scontri che avranno un forte impatto emotivo sui manifestanti e (con reazioni molto contrastanti) sull'opinione pubblica italiana, dovuti soprattutto alla morte del ventitreenne Carlo Giuliani, rimasto ucciso da un proiettile sparato da Mario Placanica mentre, unitamente ad altri manifestanti, era intento a difendersi da una camionetta dei Carabinieri, con a bordo tre militari, rimasti isolati dal resto del Reparto a causa di una errata manovra di disimpegno iniziata in via Tolemaide e conclusasi in piazza Gaetano Alimonda. 
Dopo i fatti di Genova, il movimento italiano partecipa con una rappresentanza cospicua al Forum Sociale Mondiale di Porto Alegre del febbraio 2002, e organizza il Forum Sociale Europeo a Firenze nel novembre 2002. Il forum si tiene alla fortezza da Basso e riunisce tutti i soggetti europei impegnati nel movimento.

## Filmografia
- The Corporation di Mark Achbar, Jennifer Abbott, Joel Bakan, Fandango, 2003.
- Battle in Seattle - Nessuno li può fermare di Stuart Townsend, 2007.
- Diaz - Don't Clean Up This Blood di Daniele Vicari, 2012.